# Berner Zeitung
Die Berner Zeitung (BZ) ist die drittgrösste abonnierte Tageszeitung der Schweiz und die grösste im Kanton Bern. Die Kernkompetenz der Regionalzeitung ist die ausführliche Berichterstattung aus der Region und über Sportereignisse. Die Berner Zeitung erscheint in den zwei Regionalausgaben BZ Berner Zeitung, Ausgabe Stadt und Region Bern und Emmental/Oberaargau sowie mit einer gemeinsamen Mantelberichterstattung mit dem Berner Oberländer und dem Thuner Tagblatt. Herausgeberin ist das Medienunternehmen Tamedia, das zur TX Group gehört, Verleger ist Pietro Supino. 2012 starb der damalige Verleger Charles von Graffenried.
Die Berner Zeitung (mit den drei Regionalausgaben sowie den Kopfblättern Berner Oberländer und Thuner Tagblatt) erzielt eine WEMF-beglaubigte Auflage von 89'057 (Vj. 92'963) verkauften bzw. 90'451 (Vj. 94'501) verbreiteten Exemplaren und erreicht zusammen mit dem Bund aus dem gleichen Verlag eine Reichweite von 324'000 (Vj. 325'000) Lesern.

## Geschichte

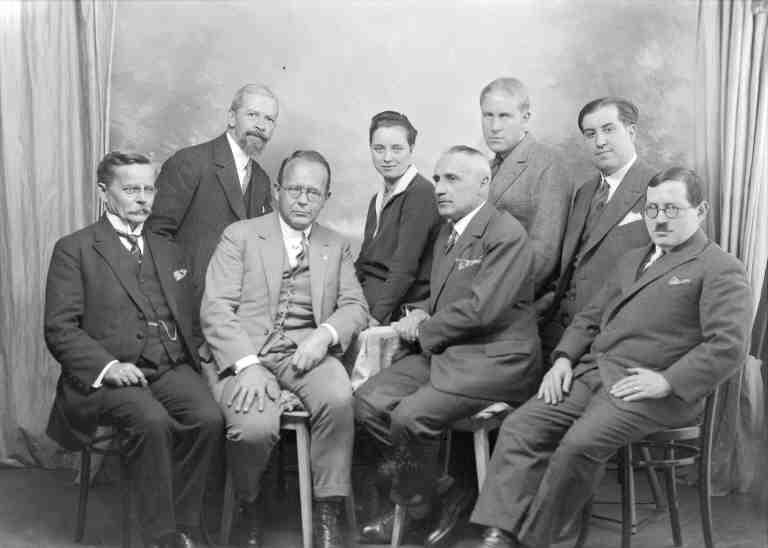
Die Redaktion des Berner Tagblatts ca. 1930

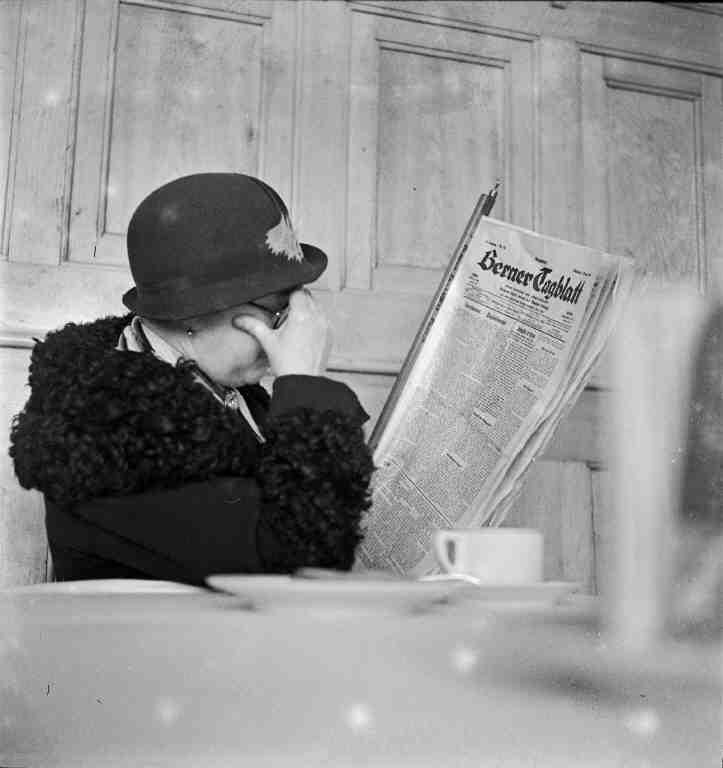
Leserin um 1930

Erstmals erschienen ist die Berner Zeitung am 3. Januar 1979. Die Geschichte der im Volksmund «BZ» genannten Zeitung reicht aber bis in das Jahr 1834 zurück,  1835 erschien sie erstmals als Wochenblatt und von 1845 bis 1894 als Tageszeitung mit Jakob Stämpfli als erstem Herausgeber und Redaktor.
Im Stammbaum lassen sich im Wesentlichen vier Hauptlinien verfolgen, welche die Ursprünge der heutigen Berner Zeitung darstellen: das Berner Tagblatt (1888), das 1922 die Berner Landeszeitung (vormals Intelligenzblatt für die Stadt Bern, gegründet 1834) übernahm, die Emmenthaler Nachrichten (1883, ab 1914 Emmentaler Nachrichten, ab 1959 Bernische Tages-Nachrichten, ab 1963 nur noch Tages-Nachrichten), das Dorfblatt von Langnau (1844, ab 1855 Emmenthaler Blatt) und die Neue Berner Zeitung (1919). Aus der Fusion des Emmenthaler Blatts und der Neuen Berner Zeitung entstand 1973 die Berner Zeitung. Diese schloss sich 1977 mit den Tages-Nachrichten zu den Berner Nachrichten zusammen. Aus der Fusion der Berner Nachrichten und dem Berner Tagblatt entstand 1979 die heutige Berner Zeitung.
Der erste Chefredaktor war Peter Schindler, der die Redaktion von 1979 bis 1982 leitete. Auf ihn folgten Urs P. Gasche (1982–1985), Ronald Roggen (1985–1986), Beat Hurni (1987–1996) und Andreas Z’Graggen (1996–2005). Zwischen 2006 und 2009 leiteten Markus Eisenhut und Michael Hug die Redaktion gemeinsam. Nach dem Wechsel von Eisenhut zum Tages-Anzeiger war Michael Hug alleiniger Chefredaktor. Ende 2013 hat er die Chefredaktion an Peter Jost abgegeben.
Zu Beginn des Jahres 2001 wurden das Thuner Tagblatt und der Berner Oberländer zu Kopfblättern der Berner Zeitung. Im Herbst desselben Jahres wurde mit dem Solothurner Tagblatt eine weitere Regionalausgabe lanciert; sie wurde 2009 aus wirtschaftlichen Gründen wieder eingestellt. Seit 2001 liefert die Berner Zeitung den Freiburger Nachrichten in einer Kooperation die überregionalen Seiten. Auch mit dem Bieler Tagblatt besteht für die überregionale Berichterstattung eine Zusammenarbeit. Von 2014 bis zur Entstehung der Tamedia-Redaktion 2018 lieferte die Berner Zeitung die überregionalen Seiten auch den Zürcher Regionalzeitungen.
Im Dezember 2011 kündigte Espace Media an, die Splitausgabe Oberaargau und das Langenthaler Tagblatt, das sie von der AZ Medien AG übernommen hatten, zusammenführen zu wollen. Die erste Ausgabe der BZ Langenthaler Tagblatt wurde am 2. Juli 2012 veröffentlicht.
Seit Anfang 2018 erstellen nur noch je eine deutsch- und eine französischsprachige Tamedia-Redaktion den internationalen/nationalen Mantel (Inland, Ausland, Wirtschaft und Sport) für die zwölf bezahlten Tages- und zwei Sonntagszeitungen der Tamedia. Chefin der deutschsprachigen Mantelredaktion Tages-Anzeiger ist Raphaela Birrer, bisherig Inlandchefin. Stellvertretender Chefredaktor der deutschsprachigen Redaktion Tamedia ist der vorherige stellvertretende Chefredaktor der Berner Zeitung, Adrian Zurbriggen. Peter Jost blieb zunächst Chefredaktor der Berner Zeitung, Anfang 2019 wurde er von Simon Bärtschi abgelöst. Die Lokalredaktionen von Berner Zeitung und Bund werden auf Oktober 2021 zusammengeschlossen und insgesamt 20 Vollzeitstellen abgebaut. Der Regierungsrat des Kantons Bern bedauert diesen Schritt und auch der Berner Stadtpräsident, Alec von Graffenried, kritisiert den Entscheid. Am 14. April 2021 veröffentlichten die Mitarbeitenden von Berner Zeitung und Bund ein Manifest. Darin forderten sie das Verlagshaus Tamedia unter anderem auf, die Zahl der angekündigten Entlassungen zu minimieren. Im Dezember 2022 gab die TX Group bekannt, dass Tamedia die Berner Oberland Medien AG (BOM), mit den Titeln Thuner Tagblatt und Berner Oberländer, bei Zustimmung der Wettbewerbskommission vollständig von der G. Maurer AG übernimmt. Bisher hatte Tamedia einen Anteil von 50 Prozent. Im Mai 2023 wurde die Übernahme genehmigt. Am 17. März 2025 wurde das BZ Langenthaler Tagblatt durch die Regionalausgabe der BZ Berner Zeitung, Emmental/Oberaargau ersetzt.

## Zeitungstitel

Thuner Tagblatt (Kopfblatt)
Berner Oberländer (Kopfblatt)